# 蕭銶
蕭 銶（しょう きゅう、建元元年（479年）- 延興元年9月24日（494年11月7日））は、南朝斉の皇族。晋熙王。字は宣攸。高帝蕭道成の十八男。

## 経歴
蕭道成と陸修儀のあいだの子として生まれた。永明4年（486年）2月、晋熙王に封じられた。永明11年（493年）、驍騎将軍の号を受けた。
隆昌元年（494年）1月、持節・都督郢司二州諸軍事・冠軍将軍・郢州刺史として出向した。同年（延興元年）、征虜将軍に進んだ。9月、宣城公蕭鸞の命により殺害された。享年は16。

## 伝記資料
- 『南斉書』巻35 列伝第16
- 『南史』巻43 列伝第33